# Aeroportul Aioun el Atrouss
Aeroportul Aioun el Atrouss (IATA: AEO, ICAO: GQNA) este un aeroport din Mauritania ce deservește zona Ayoûn el-Atroûs.
Situat la o altitudine de 289 m, aeroportul dispune de o singură pistă.